# 克里利夫 (科列茨區)
50°32′58″N 26°57′7″E / 50.54944°N 26.95194°E
克里利夫（烏克蘭語：Крилів）是位於烏克蘭西北部里夫內州裏里夫內區的村莊，始建於1568年，面積4.31平方公里，2001年人口1,600，人口密度每平方公里371.6人。